# كولازا
كولازا؛ هي بلدية في مقاطعة نوفارا في إقليم بييمونتي الإيطالي، وتقع على بعد حوالي 100 كيلومتر (62 ميل) نوفارا. شمال شرق تورينو وعلى بعد حوالي 40 كيلومتر (25 ميل) ) شمال نوفارا، ابتداءً من 31 ديسمبر 2004، بلغ عدد سكانها 443 نسمة ومساحتها 3.1 كيلومتر مربع (1.2 ميل2).
تحد كولازا البلديات التالية: أمينو، وأرمينو، وإنفوريو، وماينا، وبيسانو.

## روابط خارجية
- الموقع الرسمي